# Stargirl (Roman)
Stargirl ist der Titel eines Romans von Jerry Spinelli, der im Jahr 2000 im Ravensburger Buchverlag veröffentlicht wurde. Die deutsche Übersetzung ist von Andreas Steinhöfel.

## Handlung
Die Mica Highschool in Arizona, die der Ich-Erzähler Leo Borlock besucht, bekommt eine neue Schülerin: Stargirl. Sie erhielt bisher lediglich Privatunterricht und sticht unter den angepassten Schülern hervor. Jegliches Gruppenverhalten ist ihr fremd, Geburtstagskindern singt sie in der Mensa auf ihrer Ukulele ein Ständchen, ihre Bereitschaft, als Cheerleaderin beim Basketball auch die gegnerische Mannschaft anzufeuern, all das lässt sie zur interessantesten Schülerin werden. Keiner ihrer Mitschüler versteht sie jedoch, sodass die Begeisterung schnell umschlägt in Diskriminierung und Ächtung. Der in Stargirl verliebte Leo, verzweifelt und selber zunehmend einer Ausgrenzung ausgesetzt, rät ihr schließlich, sich mehr den Gruppenzwängen anzupassen. Die Folgen sind verheerend.

## Beschreibung
Spinelli gelingt eine realistische Schilderung des Lebens an einer Schule, mit seinen Zwängen, die das Kollektiv auf den Einzelnen ausübt, um von der Gruppe anerkannt zu werden. Gleichzeitig preist er die Freiheit und die Stärke des Individuums, das in einen Konflikt zum Kollektiv geraten muss und sich zwischen Selbstverleugnung und -behauptung zu entscheiden hat. Leo steht zwischen seiner Sozialisation als Teil der Gruppe, den Ängsten, aus dieser Gruppe ausgeschlossen zu werden und seinem Wunsch, Stargirl zu helfen, die nicht den Ritualen folgen will und somit alleine steht.
Vor allem aber wird die Gefühlswelt Leos glaubhaft dargestellt. Stargirl ist seine erste Liebe und der Schüler wird hin- und hergerissen zwischen Enthusiasmus und Entsetzen, zwischen Stärke und Schwäche.
Zugleich zeichnet der Autor eindringliche Bilder der Natur Arizonas, insbesondere der Wüste.

## Ausgaben
- Jerry Spinelli: Stargirl. Orchard Books, London 2000, ISBN 1-84121-926-6.
- Deutsch: Stargirl. Ravensburger Buchverlag, Ravensburg 2014, ISBN 978-3-473-58468-0. (Übersetzt von Andreas Steinhövel)